# Les Aventures de Babar
Pour les articles homonymes, voir Babar (homonymie).
Les Aventures de Babar est une série télévisée d'animation française pour la jeunesse en 78 épisodes de cinq minutes, mise en scène par Patrice Dally, diffusée à partir du 24 décembre 1969 sur la deuxième chaîne de l'ORTF.
Au Québec, elle est diffusée dans Bobino à la Télévision de Radio-Canada, notamment en février 1973 et rediffusée dès le 13 janvier 1985 sur TVJQ.
Il ne s'agit pas du tout d'une animation mais plutôt d'une adaptation théâtrale car de véritables comédiens emmitouflés de gants et de masques évoluent dans des décors réels ou peints.
Reprenant, épisode par épisode, les aventures de l'album L'Histoire de Babar, le personnage de Berthe (une gouvernante) a été créé spécialement pour cette série.
Denise Grey était la voix du personnage de La vieille dame.
Il en fut tiré en 1969 un livre, Télé Babar, édité par Hachette.
La série fut diffusée dans 160 pays mais reste inédite en DVD.

## Liste des épisodes
Les premiers épisodes s'intitulent :
- Babar s'habille
- Babar et la marchande de fleurs
- L'Arrivée chez la vieille dame
- Le Repas chez la vieille dame
- Babar se couche
- Babar achète un chapeau
- La Leçon de calcul
- Babar chez le photographe
- L'Anniversaire de Babar
- La Voiture de Babar
- Babar sait conduire
- La Partie de pêche
- Babar fait le ménage
- La soirée chez la vieille dame
- Babar artiste peintre
- Babar chez l'horloger
- Babar apprend la musique
- La Fête foraine
- Babar patissier
- La Gymnastique de Babar
- Le Pique-nique
- Il pleut

La musique originale est d'André Popp et Denis Kieffer.